# Bernardo Polo

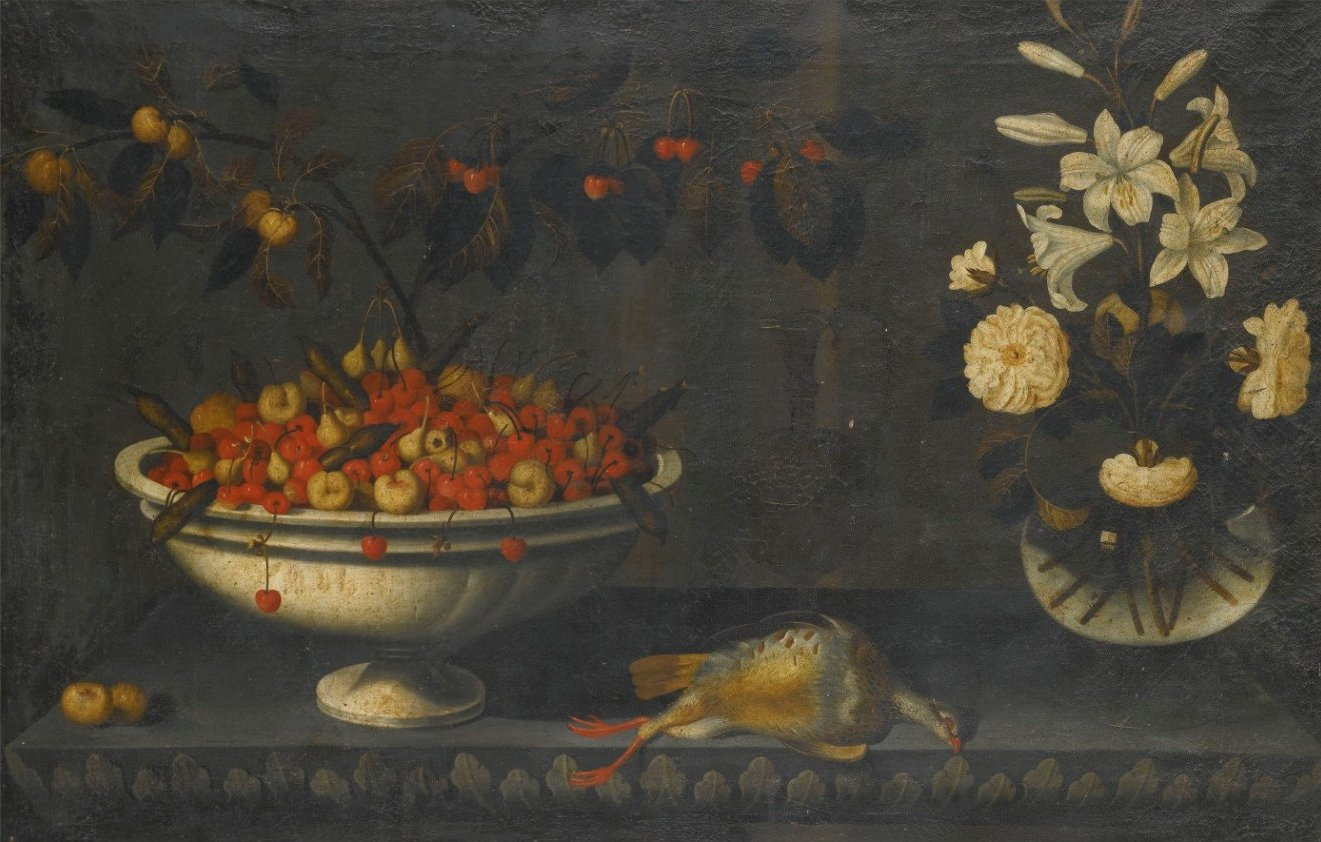
Bernardo Polo (zugeschrieben): Schale mit Kirschen, Pfirsichen, Birnen und Erbsenschoten, eine tote Wachtel und eine Vase mit weißen Rosen und Lilien, Öl auf Leinwand, 73 × 112 cm, Privatsammlung

Bernardo Polo (auch Bernabé Polo; aktiv ca. 1650–1700 in Saragossa) war ein spanischer Stilllebenmaler des Barock. Nach neuesten Erkenntnissen ist er identisch mit dem sogenannten Pseudo-Hiepes und dem sogenannten Maestro del Frutero Lombardo („Meister der lombardischen Obstschale“).

## Leben
Bisher ist nur wenig über diesen Maler bekannt. Der spanische Kunstschriftsteller Palomino erwähnt ihn immerhin beiläufig in seinem El Parnaso español (Madrid, 1714) und zählt ihn zu einer Gruppe von spezialisierten Malern, die zur Zeit von Karl II. in Saragossa wirkten und um 1700 oder kurz danach starben; Polo sei für seine Blumenbilder bekannt gewesen.
Auch Ceán Bermudez kannte Bernardo Polo als einen Maler, der Blumen und Früchte „nach der Natur“ („por el natural“) malte; seine Bilder seien in Saragossa und selbst in Madrid sehr geschätzt gewesen und hingen noch zu seiner Zeit, also um 1800, in den „Kabinetten der Liebhaber“ („… se conservan en los gabinetes de los aficionados“).
In einem Inventar des Don Francisco Arguillur, Kanonikus des Pilar von Saragossa, vom 2. August 1655 werden vier „Originale von Bernardo“ mit Darstellungen von Blumen und Früchten erwähnt; der genannte Maler ist wahrscheinlich identisch mit Bernardo Polo.
1668 heiratete er Luisa Pérez de León, aber es ist nicht bekannt, ob dies seine erste Ehe war.
Es ist außerdem bekannt, dass Bernardo Polo gegen Ende des 17. Jahrhunderts das Gewölbe der Kapelle des San Pedro Arbués in der Kathedrale (“La Seo”) von Saragossa dekorierte und dafür 285 Livres als Bezahlung erhielt. Der Conde de la Viñaza schrieb ihm aus stilistischen Gründen auch Dekorationen in der Sakraments-Kapelle und der Kapelle des San Blas in der Kathedrale von Huesca zu.

## Werke und Stil

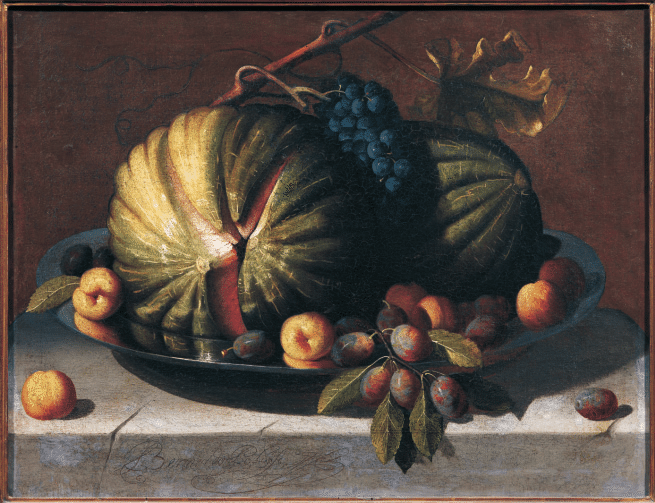
Teller mit Melonen, Trauben, Aprikosen und Pflaumen, Privatsammlung. Das bisher einzige bekannte signierte Bild von Bernardo Polo.

Bernardo Polo war aufgrund fehlender Werke, die ihm eindeutig zugeschrieben werden konnten, bis zu Beginn des 21. Jahrhunderts völlig vergessen. Das änderte sich erst, als ein Stillleben auftauchte, das einen Teller mit Melonen, Trauben, Aprikosen und Pflaumen zeigt und eine reich geschwungene und deutlich erkennbare Signatur des Künstlers trägt (Privatsammlung; Abb. links). Das an den Rändern wahrscheinlich beschnittete und durch aggressive Restaurierungen in der Vergangenheit in seiner Wirkung beeinträchtigte Gemälde zeigt ganz klare Gemeinsamkeiten zu einem ganzen Korpus von ungefähr 40 Stillleben, die bereits 1995 von William B. Jordan und Peter Cherry einem unbekannten Maler und dessen Werkstatt (oder Nachahmern) zugeordnet wurden, den sie aufgrund von gewissen Ähnlichkeiten mit Bildern des in Valencia tätigen Tomás Hiepes als „Pseudo-Hiepes“ bezeichnet hatten.

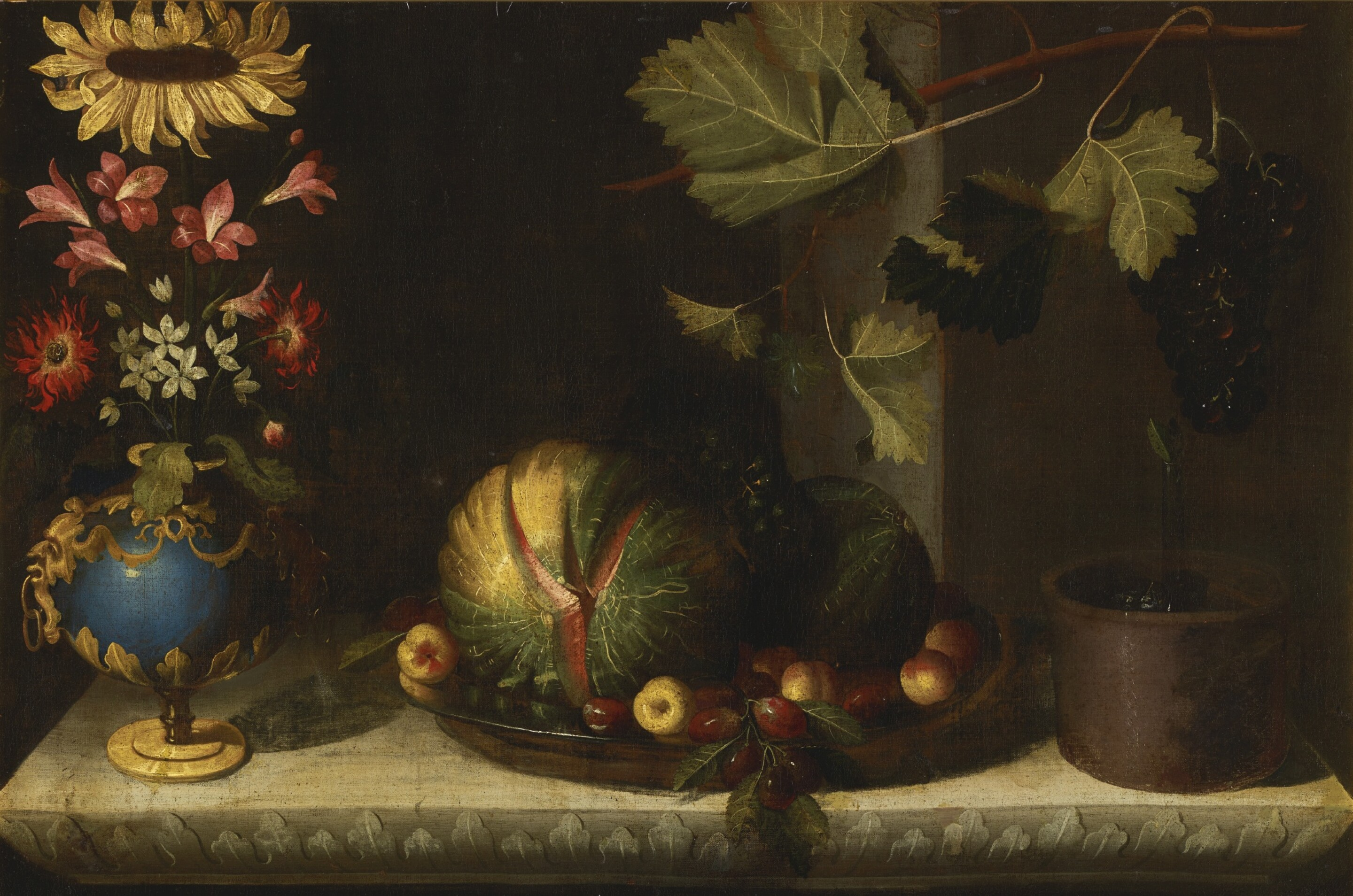
Stillleben mit Blumenvase, Obstteller mit Melonen und einer Weinrebe, Privatsammlung. Das Motiv des Obsttellers aus dem signierten Bild wurde unter anderem auch in diesem Stillleben verwendet.

Zu diesem Korpus von Gemälden zählten Jordan und Cherry schon 1995 auch ein Stillleben, das eine Weiße Keramikschale mit Kirschen, Pfirsichen, Aprikosen und Erbsenschoten zeigt, und das zuvor als das Werk eines italienischen Künstlers aus der Lombardei galt, der von Luigi Salerno 1984 als „Maestro del Frutero Lombardo“ („Meister der lombardischen Obstschale“) bezeichnet worden war.
Bernardo Polo arbeitete in einem Stil, der in der zweiten Hälfte des 17. Jahrhunderts als archaisch und etwas „provinziell“, und sogar als leicht „naiv“ gelten kann. Auffällig ist, dass er einzelne Motive, wie z. B. den Obstteller auf dem erwähnten signierten Stillleben, in verschiedenen Gemälden immer wieder verwendete, aber dann oft mit anderen, ebenfalls austauschbaren Motiven kombinierte (siehe Abb. rechts). Das war zwar bis zu einem gewissen Grade durchaus üblich – u. a. schon bei Juan van der Hamen – ist aber bei Polo besonders ausgeprägt.

Seine Stillleben sind vor einem dunklen Hintergrund gemalt, das Licht fällt grundsätzlich in einem schrägen Winkel von links ein und bildet starke Schatten. Typisch ist außerdem eine Vorliebe für symmetrische Kompositionen. Gerne krönte er manche seiner Kompositionen mit dekorativen Zweigen von Obstbäumen, z. B. mit Kirschen, Äpfeln oder Mirabellen. Überhaupt haben Bernardo Polos Gemälde eine außerordentlich dekorative Wirkung, jedoch gibt es in der ihm zugeschriebenen Werkgruppe große Qualitätsunterschiede, die entweder auf die Mitarbeit bzw. Aktivität einer Werkstatt zurückzuführen sind, oder auf Nachahmer, die teilweise schlechte Kopien für den freien Markt anfertigten.
Es lassen sich drei Grund-Schemata unterscheiden: Bei dem ersten Kompositionstyp wird ein „einziges isolierten Element“, beispielsweise eine Obstschale, auf einem einfachen kubischen Steinsockel präsentiert; bei dem zweiten Typus erscheinen mehrere Elemente (häufig drei) ebenfalls auf einem Steinsockel, der aber mit Blattwerk verziert ist; beim dritten Typus ist die Unterlage mit einem roten (Tisch-)Tuch bedeckt.
Zu den besten Bernardo Polo zugeschriebenen Werken gehört eine Serie von sechs Gemälden, die sich in einer Madrider Privatsammlung befinden, die früher Tomás Hiepes zugeschrieben und 2009 ausführlich von Jordan beschrieben wurden. Die sechs genannten Bilder haben alle dasselbe Querformat, von etwa 77 × 115 cm, und lassen sich außerdem zu 3 Paaren von jeweils zwei ähnlich aufgebauten Stillleben unterteilen: in zwei Bildern steht eine Vase mit Blumen und Fruchtzweigen im Zentrum, in zwei weiteren Bildern jeweils ein Korb mit Obst und in den zwei letzten Bildern zwei Kabinettschränkchen. Darum herum sind verschiedene andere Motive gruppiert, wie Obst, Gebäck, Süßigkeiten, Geschirr und tote Wildvögel. In einem besonders schönen dieser Bilder stellte der Maler im Zentrum eine Vase mit Rosen, Lilien und Kirschzweigen dar, daneben ein Brötchen und eine Karaffe sowie einen Teller mit Honigwaben auf einem weißen Käse, in den Waben steckt ein Rosenzweig. Das ungewöhnliche letztere Motiv, der Teller mit Käse, Honigwabe und Rose, kehrt auch in anderen Werken des Malers wieder, ebenso wie andere Motive, die man auf den Gemälden der Madrider Sechserserie sieht.

## Werkliste (Auswahl)
- Silberteller mit Melonen, Trauben, Aprikosen und Pflaumen, signiert, Privatsammlung
- Weiße Keramikschale mit Kirschen, Pfirsichen, Aprikosen und Erbsenschoten, 49 × 74 cm, früher Privatsammlung, Bergamo (ehemals dem “Maestro del Frutero Lombardo” zugeschrieben)
- Stillleben mit Obstschale und Artischocken, 67,3 × 111,7 cm, Privatsammlung
- Serie von sechs Stillleben, jedes etwa 77 × 115 cm, Privatsammlung, Madrid:
  - Vase mit Rosen, Lilien und Kirschzweigen, Brötchen und ein Teller mit Honigwaben auf einem Käse;
  - Vase mit Schneeballen, Iris und Zweigen mit Äpfeln und Orangen, eine Wachtel und eine Artischocke;
  - Ein Korb mit Pfirsichen und Zweigen mit Feigen und Kirschen, eine Waldschnepfe und Birnen;
  - Ein Korb mit Obst, Wachteln und ein Köder („reclamo“);
  - Kabinettschränkchen („arquimesa“), Süßigkeiten, Tauben und eine Vase mit Rosen und Iris;
  - Kabinettschränkchen aus Ebenholz, Melonen, eine Porzellanschale mit Obst und eine Vase mit Stockrosen, Narzissen und anderen Blumen.